# منتخب كوريا الجنوبية لكرة الطائرة
منتخب كوريا الجنوبية لكرة الطائرة هو ممثل كوريا الجنوبية الرسمي في رياضة كرة الطائرة.